# Alberich Degen

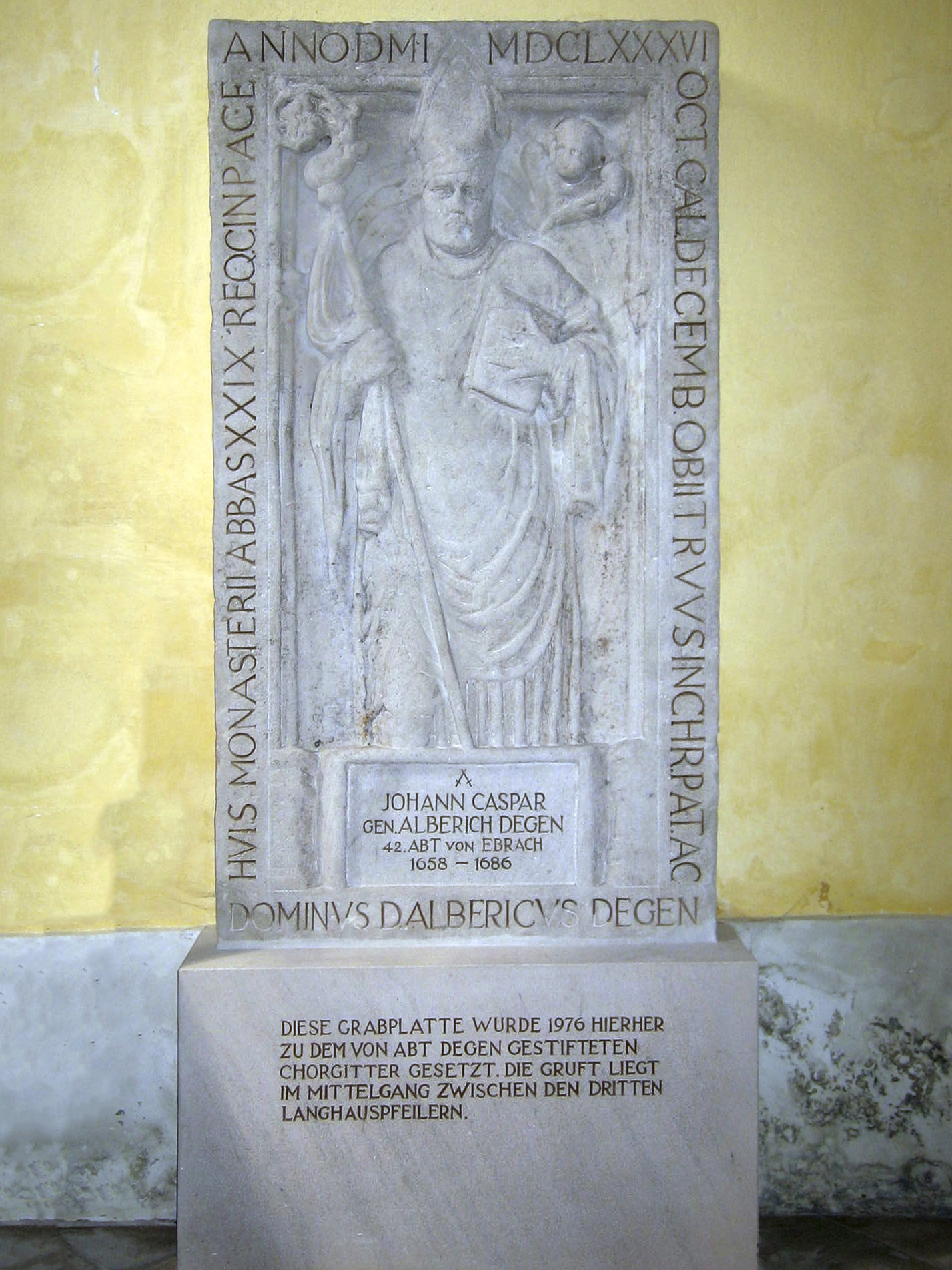
Grabplatte des Abtes Alberich Degen in der Klosterkirche Ebrach, transloziert zum Chorgitter

Alberich Degen (* 25. August 1625 in Zeil am Main; † 24. November 1686 in Ebrach) war ein deutscher Priester. Er war der 42. Abt des Zisterzienserklosters Ebrach.

## Leben
Alberich Degens Mutter war wegen Hexerei inhaftiert worden. Um sie zu retten, gab ihr Ehemann (wie von seinen Konkurrenten gefordert) sein Wirtshaus auf. Der Katholik Alberich Degen trat 1647 in das Kloster Ebrach im Steigerwald ein. Zwei Jahre später wurde er zum Priester geweiht. 1654 wurde er Verwalter des Ebracher Amtshofes in Würzburg. Im Jahre 1658 wurde er zum Abt des Klosters gewählt. Unter seiner Leitung entwickelte dich der verarmte Konvent zu einem der reichsten des Landes.
Für den Fürstbischof Johann Philipp von Schönborn war er ein persönlicher Berater. 1664 wurde Degen Generalvikar der gesamten oberdeutschen Kongregation der Zisterzienser. Er veranlasste die Fertigung einer Klostergeschichte von Ebrach. Degen wird die Übertragung des Silvaners aus Österreich nach Franken zugeschrieben (möglicherweise war aber ein Graf von Castell der erste, der sich in Österreich die neue Traubensorte besorgte und in seinem Weinberg kultivierte). Ein Erinnerungsstein in der Würzburger Weinbergslage „Stein“ erinnert an Degens Verdienste um den fränkischen Weinbau. Der historische Stein wurde bei der Flurbereinigung entdeckt und ist im Keller des Bürgerspitals zum Heiligen Geist in Würzburg zu besichtigen. Alberich Degen starb am 24. November 1686.

## Wappen
Für den Abt Alberich Degen ist ein persönliches Wappen überliefert. Es ist auf dem alten Ebracher Hof in Bamberg zu finden, den dieser Abt erbauen ließ. Beschreibung: In Rot zwei sich kreuzende, silberne Schwerter mit goldenen Schäften.